# Табата, Юки
Юки Табата (яп. 田畠裕基 Табата Ю:ки) — японский художник манги. Автор ваншота «Голодный Джокер», который позже был выпущен в виде полноценной серии, а также серии манги Black Clover.

## Биография
Юки Табата родился в префектуре Фукуока. Прежде чем запустить собственную серию манги, он работал ассистентом Тосиаки Ивасиро. В 2011 году Табата участвовал в Golden Future Cup со своим ваншотом «Голодный Джокер», занявшим первое место. Позже этот ваншот был превращен в полноценную серию манги, которая выходила в Weekly Shonen Jump с 2012 по 2013 год.
После завершения работы над «Голодным Джокером» Табата опубликовал еще один ваншот под названием «Черный клевер» в Shōnen Jump Next!!. Позднее этот ваншот был превращён в полноценную серию манги, сериализация которой началась в Weekly Shōnen Jump 16 февраля 2015 года. «Черный клевер» занял 28-е место среди самых продаваемых манг в Японии за первую половину 2017 года. Год спустя вся медиа-франшиза «Черный клевер» стала 24-й самой продаваемой медиа-франшизой в Японии. Манга получила множество адаптаций, в частности аниме-телесериал.

## Стиль
Табата заявил, что, создавая истории, он хочет дать каждому персонажу шанс оказаться в центре сюжета. Когда дело доходит до персонажей, ему нравится придавать каждому из них какую-либо определяющую черту, чтобы герой запомнился читателю. Что касается их дизайна, Табата заявил, что ему нравится развлекаться в процессе рисования, поэтому, если часть дизайна персонажа ему чем-то не нравится, он сразу изменяет её.

## Влияние
Табата назвал «Жемчуг дракона» Акиры Ториямы мангой, оказавшей большое влияние на его творчество, и заявил, что она была одной из его главных причин стать мангакой. Также он назвал своими источниками вдохновения «Берсерк» Кэнтаро Миуры и «Блич» Тайто Кубо.

## Работы
- Hungry Joker (2012—2013) (сериал в Weekly Shonen Jump)[1]
- Black Clover (яп. ブラッククローバー Буракку куро:ба:Burakku Kurōbā) (2015 — настоящее время) (сериал в Weekly Shōnen Jump по август 2023 года, в Jump Giga с зимнего выпуска 2024 года)[14]